# رانولف الثاني من أليفي
رانولف الثاني (توفي 30 أبريل 1139) كونت أليفي وكاياتسو ونازع على لقب دوق بوليا. كان فردًا من عائلة درينغوت النورمانية التي حكمت أفيرسا وكابوا لأكثر من قرن بين 1050 و 1150. لكونه ثالث رانولف في عائلته يسمى أحيانًا رانولف الثالث. كانت زوجة رانولف - ماتيلدا - أخت روجر الثاني ملك صقلية.